# Pokolec pasiasty
Pokolec pasiasty (Acanthurus triostegus) – ryba morska z rodziny pokolcowatych.  Bywa hodowana w akwariach morskich.

## Zasięg występowania
Ocean Indyjski i Ocean Spokojny, rafy koralowe na głębokościach od 0–90 m p.p.m.